# 아모스 기타이
아모스 기타이(히브리어: עמוס גיתאי‎, 1950년 10월 11일~)는 이스라엘의 영화 감독이다.

## 작품
- 《그들 각자의 영화관》 단편 〈하이파의 디부그〉 (Le Dibbouk de Haifa, 2007)